# Oneworld
Oneworld — третій найбільший авіаційний альянс в світі — після Star Alliance і SkyTeam. Авіакомпанії — члени альянсу та їх підрозділи відрізняються високим ступенем співробітництва в плануванні, продажі квитків, програмах лояльності, стиковці рейсів, код-шерінгу, спільному використанні терміналів аеропортів, що скорочує витрати і дозволяє обмінюватися досвідом.
Після вступу SriLankan Airlines в 2014 році альянс став обслуговувати 992 напрямки в 152 країнах в усьому світі, виконуючи більше 14000 щоденних рейсів. SriLankan посилить присутність альянсу в Південній Азії. Oneworld — єдиний авіаційний альянс, який має повне охоплення Австралії (Qantas) і лідер в найбільшому економічному регіоні Латинської Америки (TAM Airlines і LAN Airlines). Oneworld перевіз в 2013 році близько 507 млн пасажирів на 3324 літаках. Торік альянс отримав чистий прибуток у розмірі 1019 млн US$.

## Історія
Oneworld був створений в 1999 році та став першим альянсом авіакомпаній, який використовує централізовану систему управління. Центральний офіс Oneworld управляється Керуючим Партнером, який звітує перед Правлінням альянсу, яке складається з керівників кожної з авіакомпаній — учасників альянсу. Голова Правління обирається за принципом ротації. Звітують Керуючому Партнеру глави підрозділів: Комерційного відділу, IT, PR, Відділу аеропортів і роботи зі споживачами та Глобальний Проектний Директор.
Члени альянсу також застосовують єдині принципи роботи, наскільки це можливо, ведуть однакову політику і використовують однакові процедури, співпрацюють в технологічній сфері. Витрати членів альянсу оптимізуються через єдині закупівлі.
Oneworld був визнаний Skytrax найкращим авіаційним альянсом в 2013 році.